# Lagenocarpus polyphyllus
Lagenocarpus polyphyllus là loài thực vật có hoa trong họ Cói. Loài này được (Nees) Kuntze mô tả khoa học đầu tiên năm 1891.